# Edme Charles Chabert
Pour les articles homonymes, voir Chabert.
Edme Charles Chabert est un ouvrier graveur, né à Paris le 13 décembre 1818 et mort à Paris 19e le 24 mai 1890. Il fut, avec Paul Lafargue et Jules Guesde, l’un des fondateurs du Parti ouvrier français et membre de l'Association internationale des travailleurs. Il fut membre du Conseil municipal de Paris et de membre du Conseil général de la Seine.

## Biographie
Il participa à la Révolution française de 1848 et adhère, puis préside le club communiste de l’île de la Cité fondé par Brucker. Il participe aux journées de Juin, émeutes ouvrières de juin 1848. Il est arrêté le 24, est condamné à dix-huit mois de déportation.
Figurant parmi les opposants actif au coup d’État du 2 décembre 1851 de Louis-Napoléon Bonaparte, il est arrêté, condamné et déporté au bagne de Lambessa.
Amnistié et libéré, il rentre à Paris et participe aux clubs parisiens membres de l’Association internationale des travailleurs (AIT, la première Internationale) puis est un orateur important lors des réunions publiques de 1868-1869 et fait partie du Comité central républicain des Vingt arrondissements.
Durant la Commune de Paris, il participe à la Commission fédérale des artistes et prend part aux affrontements, comme soldat ou officier dans le 149e bataillon de la Xe légion. Il se présente en avril 1871 mais n’est pas élu. Après cinq mois de détention sur un ponton, il obtient un non-lieu.
Après la Commune, Chabert participe aux débats et aux activités de reconstruction du mouvement ouvrier. Il est d’abord, en mai 1872, un des organisateurs de l’Union syndicale ouvrière, avec un programme mutuelliste, mais cette organisation est dissoute par Thiers en octobre 1872. Puis il participe à la commission directrice de la société d’études pratiques pour le développement des associations coopératives, espérant qu’elle sera tolérée par la république conservatrice de Thiers. Il participe à la création de plusieurs organismes coopératifs. Il rédige le rapport de la délégation française à l’exposition universelle de 1873 à Vienne, dans lequel il rejette la grève comme moyen d’action du mouvement ouvrier et lui préfère l’épargne. En octobre 1876, il participe au premier congrès ouvrier français, puis au deuxième en 1878. Ses opinions changent : il devient favorable au collectivisme, mais est minoritaire sur ce point. Il est également candidat républicain radical à l'élection partielle de 1876 à Batignolles contre Pascal Duprat.
En 1877-1878, il organise une coopérative pour la publication du journal Le Prolétaire, publié à partir d’octobre 1878 et qui est publié jusqu’en 1884. Il adhère très tôt aux thèses guesdistes, notamment contre l’intrusion de l’élément bourgeois dans le mouvement ouvrier. Il adhère au parti ouvrier français et en est un orateur en province. Il se présente sous sa bannière aux élections municipales de 1881 à Paris dans le quartier du Combat (19e arrondissement de Paris), et obtient un résultat honorable ; aux élections législatives de 1881, il a le meilleur résultat du parti à Paris. Il recueille également un millier de voix à Troyes.
En 1882, les guesdistes et les possibilistes se séparent au congrès de Saint-Étienne. Il fait partie des seconds, dans la fédération des travailleurs socialistes de France (FTSF). Le Prolétaire faisant faillite, il contribue à la création d’un journal pour lui succéder, Le Prolétariat. Lors d’un congrès de la FTSF et des syndicats britanniques à Lyon, il se déclare favorable à un tunnel sous la Manche. Ses talents et sa stature reconnues font qu’il est demandé pour discourir lors de congrès. Il est aussi demandé pour des conférences en province.
En 1885, il se présente sur la liste fédérative socialiste aux élections législatives, avec d’anciens Communards et des femmes, malgré leur inéligibilité. Il se représente en 1889, mais n’est jamais élu député.
En juin 1884, il se présente aux élections municipales de Paris dans le 19e arrondissement de Paris avec Édouard Vaillant pour le mouvement socialiste. Ils sont élus avec 38 729 voix. Il est réélu en 1887 et en 1890,.
Il repose dans la 76e division du cimetière du Père-Lachaise, dans une concession gratuite, par arrêté préfectoral en date du 21 juillet 1890. Sa tombe est surmontée d’un buste en bronze, œuvre du sculpteur Charles Lafuma.